# Middleburg (Virgínia)
Middleburg és una població dels Estats Units a l'estat de Virgínia. Segons el cens del 2000 tenia 632 habitants.

## Demografia
Segons el cens del 2000, Middleburg tenia 632 habitants, 322 habitatges, i 171 famílies. La densitat de població era de 420,7 habitants per km².
Dels 322 habitatges en un 20,2% hi vivien nens de menys de 18 anys, en un 33,2% hi vivien parelles casades, en un 14,9% dones solteres, i en un 46,6% no eren unitats familiars. En el 39,4% dels habitatges hi vivien persones soles el 15,8% de les quals corresponia a persones de 65 anys o més que vivien soles. El nombre mitjà de persones vivint en cada habitatge era d'1,96 i el nombre mitjà de persones que vivien en cada família era de 2,57.
Per edats la població es repartia de la següent manera: un 16,9% tenia menys de 18 anys, un 5,9% entre 18 i 24, un 29,4% entre 25 i 44, un 26,1% de 45 a 60 i un 21,7% 65 anys o més.
L'edat mediana era de 44 anys. Per cada 100 dones de 18 o més anys hi havia 71,6 homes.
La renda mediana per habitatge era de 40.625$ i la renda mediana per família de 60.313$. Els homes tenien una renda mediana de 41.875$ mentre que les dones 32.708$. La renda per capita de la població era de 32.643$. Entorn del 6,7% de les famílies i el 9,9% de la població estaven per davall del llindar de pobresa.

## Poblacions més properes
El següent diagrama mostra les poblacions més properes.